# Olivet (Dacota do Sul)
Olivet é uma cidade  localizada no estado norte-americano de Dakota do Sul, no Condado de Hutchinson.

## Demografia
Segundo o censo norte-americano de 2000, a sua população era de 70 habitantes.
Em 2006, foi estimada uma população de 65, um decréscimo de 5 (-7.1%).

## Geografia
De acordo com o United States Census Bureau tem uma área de
0,4 km², dos quais 0,4 km² cobertos por terra e 0,0 km² cobertos por água.

## Localidades na vizinhança
O diagrama seguinte representa as localidades num raio de 24 km ao redor de Olivet.